# Jami' al-tawarikh

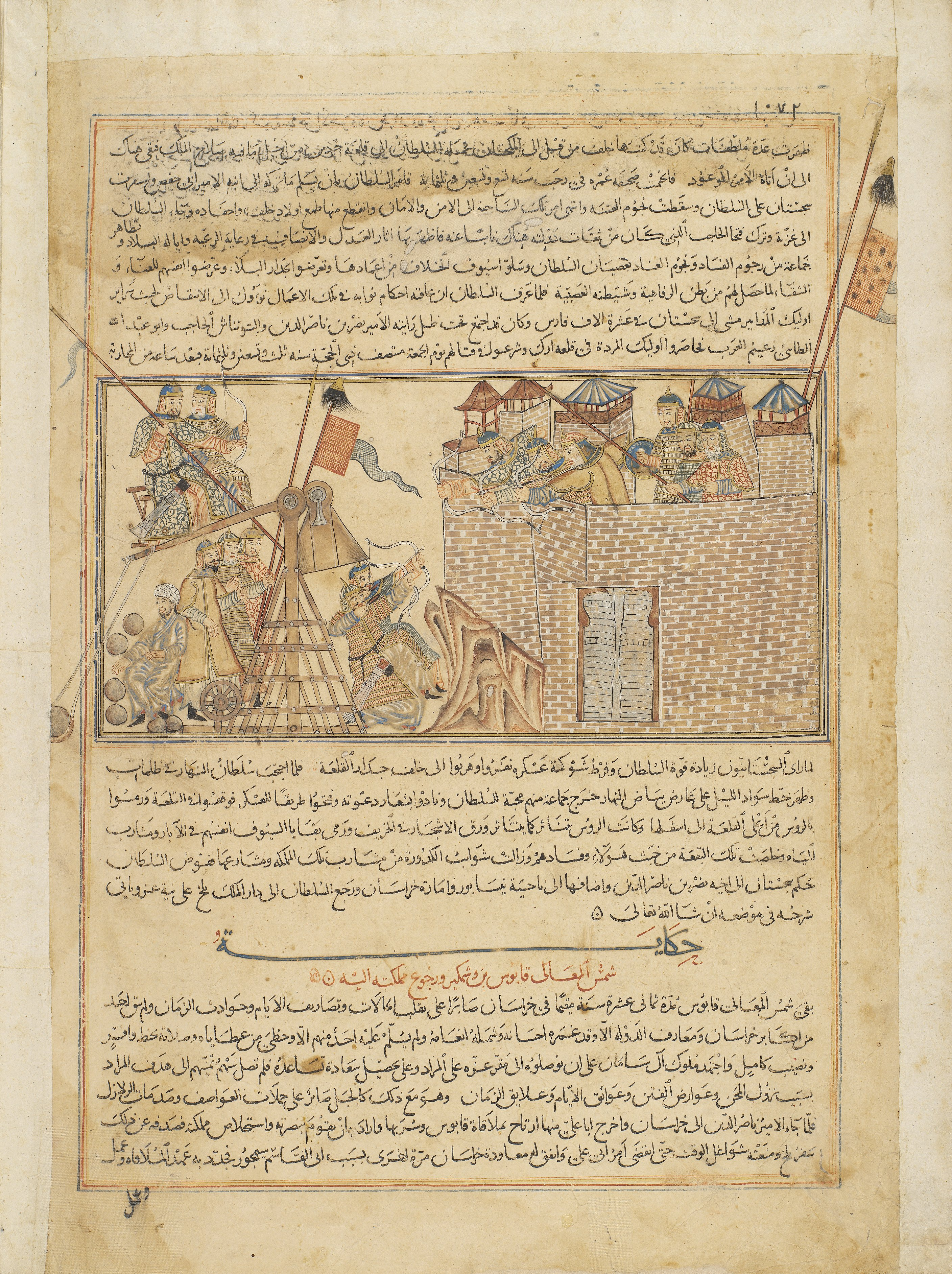
Miniatuur uit de collectie in Edinburgh. Mongoolse belegering van een stad

De Jami' al-tawarikh  (Het album van kronieken) is een literair en historisch werk dat in het eerste decennium van de veertiende eeuw tot stand kwam in het Il-kanaat, een van de delen van het Mongoolse rijk. Het belangrijkste deel van het kanaat was het gebied van het huidige Iran. Het wordt beschouwd als een van de vroegste pogingen een geschiedenis van de wereld te schrijven. Een belangrijk deel van de tekst handelt over de geschiedenis van de Mongoolse stammen en de geschiedenis van het Mongoolse rijk tot dan toe. Het is in dat opzicht naast De geheime geschiedenis van de Mongolen de belangrijkste bron voor die Mongoolse geschiedenis. Het werk werd zeer rijk geïllustreerd. Het is dan ook van grote betekenis geweest voor de ontwikkeling van de vroege Perzische miniatuurkunst.

## De auteur

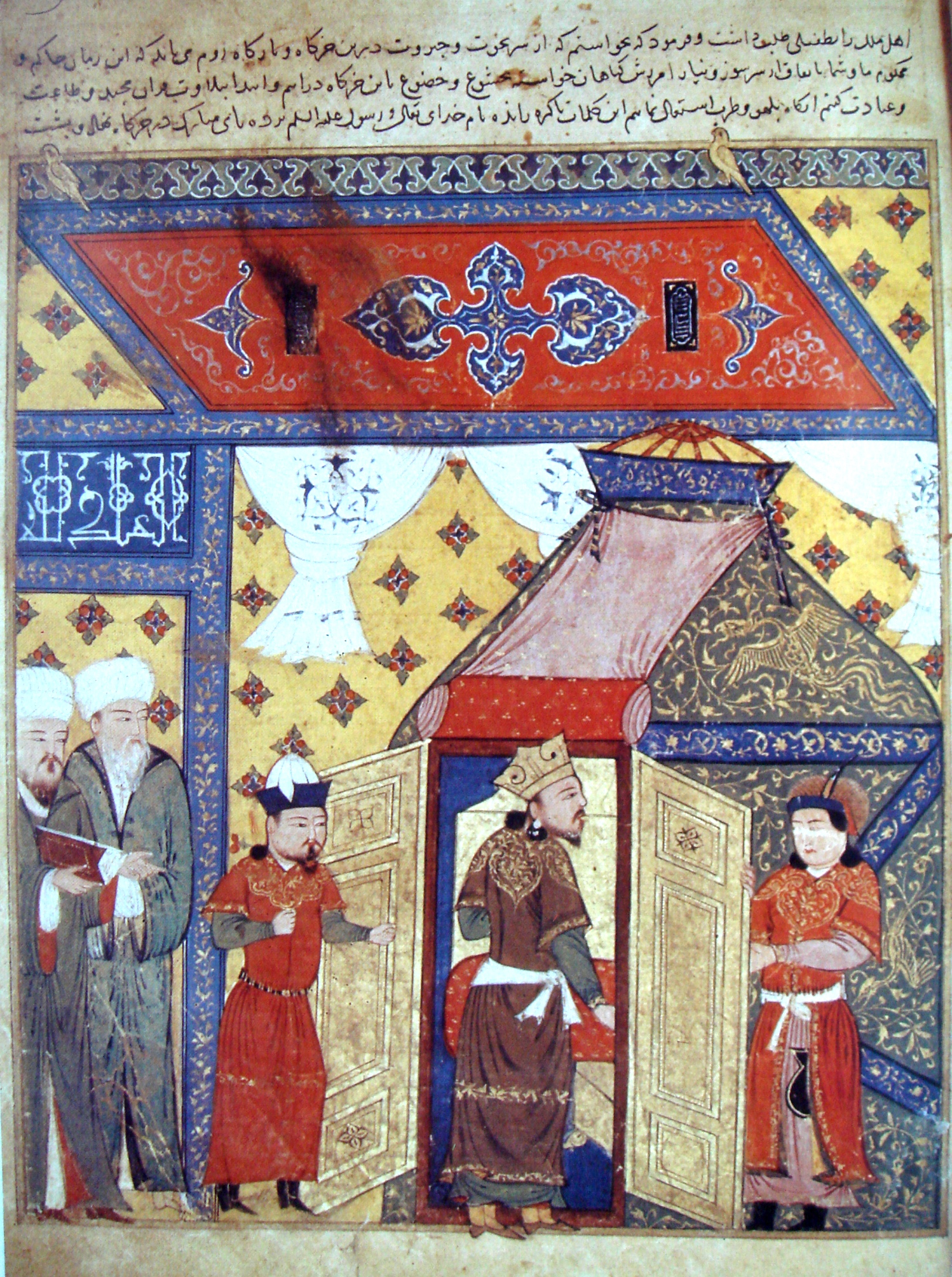
De bekering van Ghazan Khan tot de islam.

Rashid al-Din (1247–1318), geboren als Rashid-ud-Dawla, werd geboren in Hamadan in het huidige Iran als de zoon van een Joodse apotheker en arts. In 1295 werd Ghazan de Khan van Il-kanaat, en Rashid al-Din gaat voor hem werken. In dat jaar bekeerde Ghazan zich om politieke redenen in naam tot de islam. Ook Rashid al-Din neemt dan deze islamitische naam aan en doet afstand van zijn geboortenaam Rashid-ud-Dawla. Andere bronnen, waaronder een Arabische biografie over hem, dateren die overgang van het joodse naar het islamitische geloof al in 1277.
Rashid al-Din was aanhanger van de denkrichting van het moetazilisme, een toenmalige opvatting binnen de islamitische theologie dat de Koran geschapen is en de bedoelingen en geboden van God afleidbaar zijn door middel van rationeel denken en onderzoek. Geschriften en commentaren van Rashid al-Din op de Koran werden later vaak als joodse vervalsingen van het woord van God benoemd.
In 1298 werd hij de tweede vizier na de grootvizier. Ghazan Khan gaf hem de opdracht een volledige geschiedenis van de Mongolen te schrijven en zorgde ervoor dat hij kon beschikken over al het relevante en vaak ook vertrouwelijke materiaal. Rashid al-Din voltooide dit werk tijdens de regeerperiode van Öljeitü, de opvolger van Ghazan Khan. Hij kreeg van Öljeitü de opdracht het werk uit te breiden met een beschrijving van alle toen in dat deel van de wereld bekende samenlevingen. Die tweede versie werd de Jami' al-tawarikh.
De eerste exemplaren waren klaar omstreeks 1309 in het Perzisch en het Arabisch. Rashid al-Din werd in 1317 ontslagen als vizier en in 1318 geëxecuteerd op basis van de beschuldiging Öljeitü vergiftigd te hebben.

## Inhoud van het werk

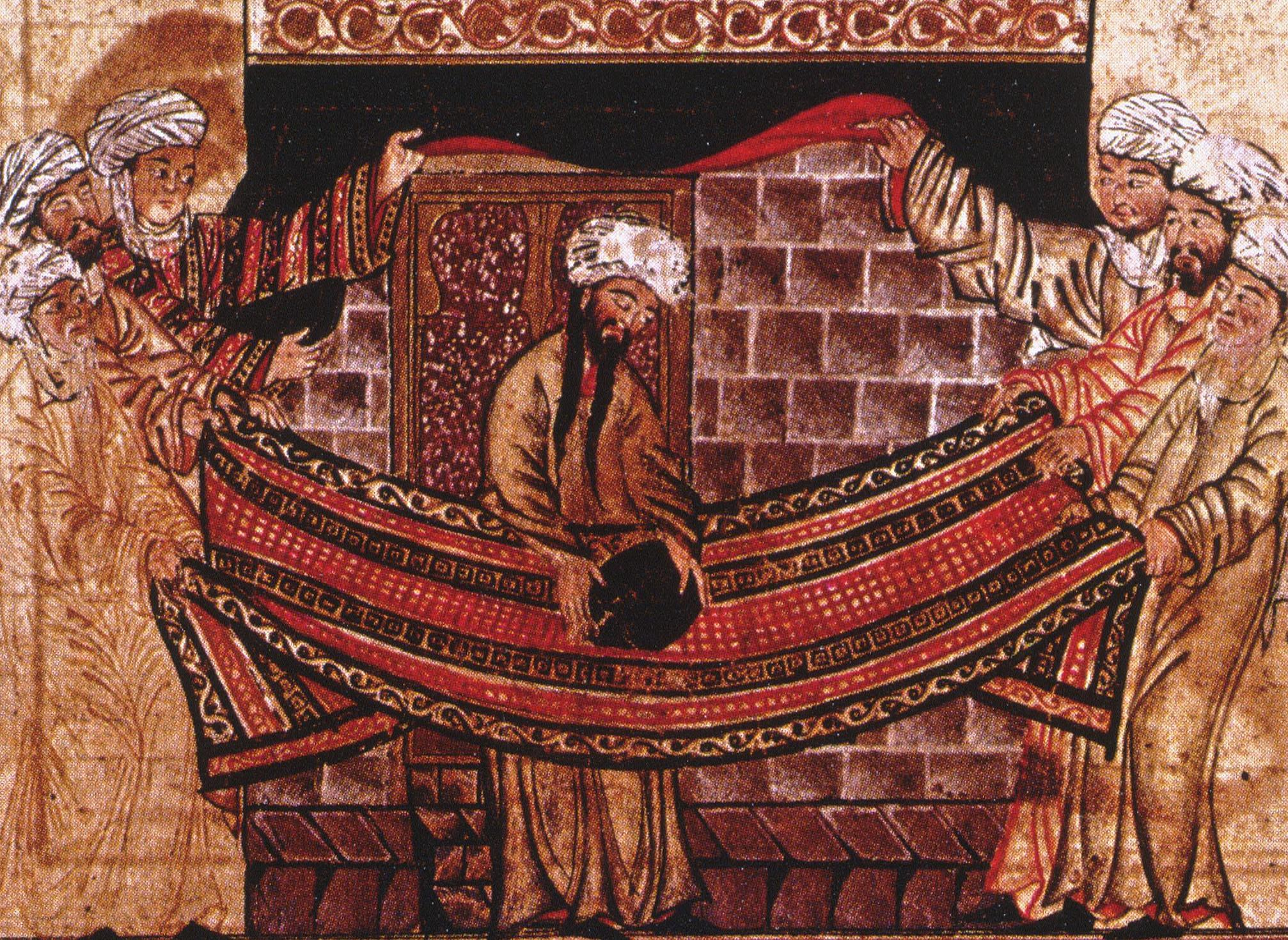
Collectie Edinburgh. Mohammed plaatst de zwarte steen op de Ka'aba.

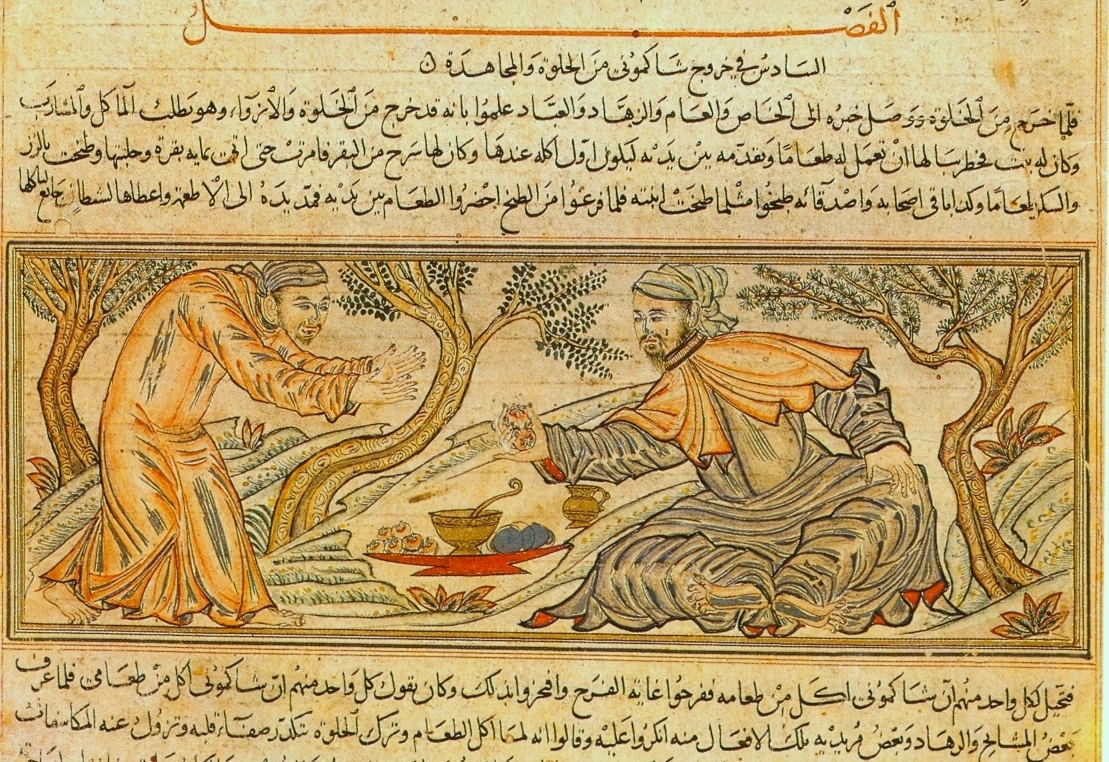
Uit de collectie van Khalili. Boeddha biedt de Duivel fruit aan.

Uit de inleiding van Rashid al-Din is bekend wat de beoogde oorspronkelijke inhoud van het werk geweest moet zijn. Het bestond uit vier delen. Het eerste deel, ook de Ta'rikh-i Ghazani genoemd, handelt over de geschiedenis van Turkse en Mongoolse stammen in Centraal-Azië en hun genealogie. Daarnaast beschrijft het de geschiedenis van de Mongolen vanaf Dzjengis Khan tot aan de dood van Ghazan Khan. Dit deel is duidelijk bedoeld om de culturele verdiensten van de Mongolen vast te leggen. Het diende daarnaast als legitimatie voor de Mongoolse heerschappij over Perzië.
Het tweede deel beschrijft de geschiedenis van de periode van Öljeitü. Deze sectie wordt in de inleiding genoemd, maar is nooit aangetroffen in een van de gevonden versies. Er volgt daarna een groot aantal secties die de geschiedenis van vooral de niet-Mongoolse volkeren van Eurazië beschrijven. Het vangt aan met de Schepping. Het werk steunt bij dit deel sterk op de wijze van vormgeven van een eerder werk, de Tarikh ar-rusul wal-muluk (Geschiedenis van de profeten en koningen) van Tabari. Het vervolgt met:
- Adam en de aartsvaders
- de koningen van het pre-islamitische Perzië
- Mohammed en de kaliefen (Kalifaat van de Rashidun, Omajjaden, Kalifaat van de Abbasiden, Kalifaat van de Fatimiden)
- De islamitische dynastieën van Perzië, zoals de Ghaznaviden, de sjahs van Chorasmië en de imams van het ismaïlisme
- de geschiedenis van China
- de geschiedenis van het Joodse volk
- de geschiedenis van India
- de geschiedenis van Europa. Het betreft vooral de Pauselijke Staat en het Heilige Roomse Rijk

Het derde deel is de Shu'ab-i panjganah. Dit zijn vijf genealogieën van de Arabieren, Joden, Mongolen, Chinezen en Europeanen (hier Franken genoemd).
In de inleiding wordt een vierde deel genoemd, de The Suwar al-akalim, een album van geografisch materiaal. Het komt in geen enkele van de gevonden versies voor. Het kan verloren gegaan zijn, maar het is ook mogelijk dat het uiteindelijk nooit geschreven is.

## Bronnen

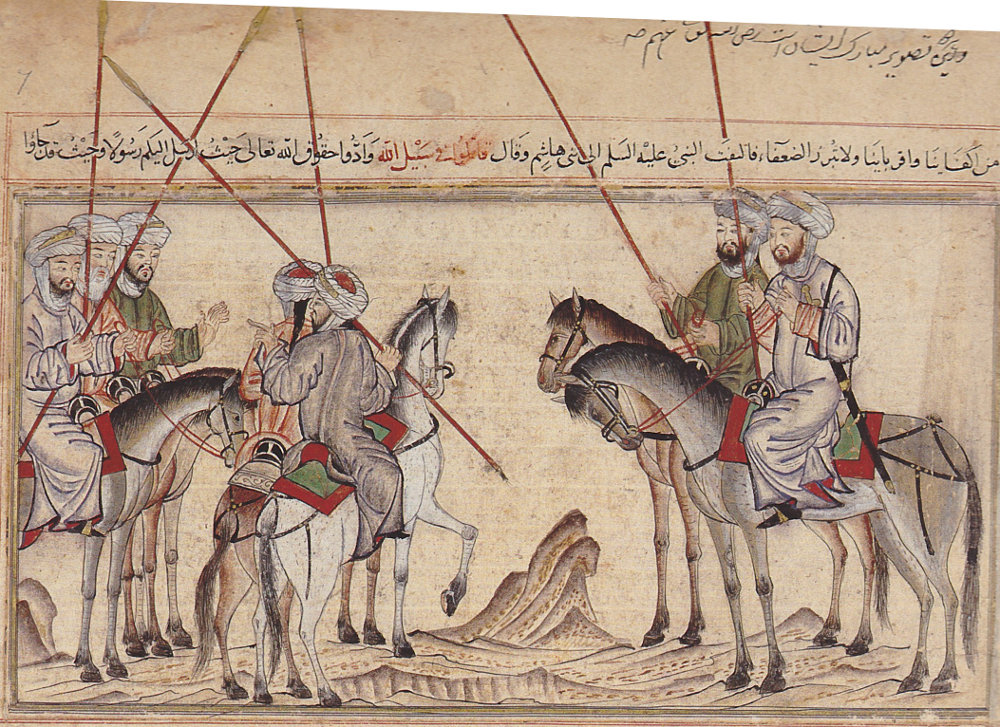
Mohammed vermaant zijn familie vlak voor de Slag bij Badr. Uit de collectie van Khalili.

## Werkwijze

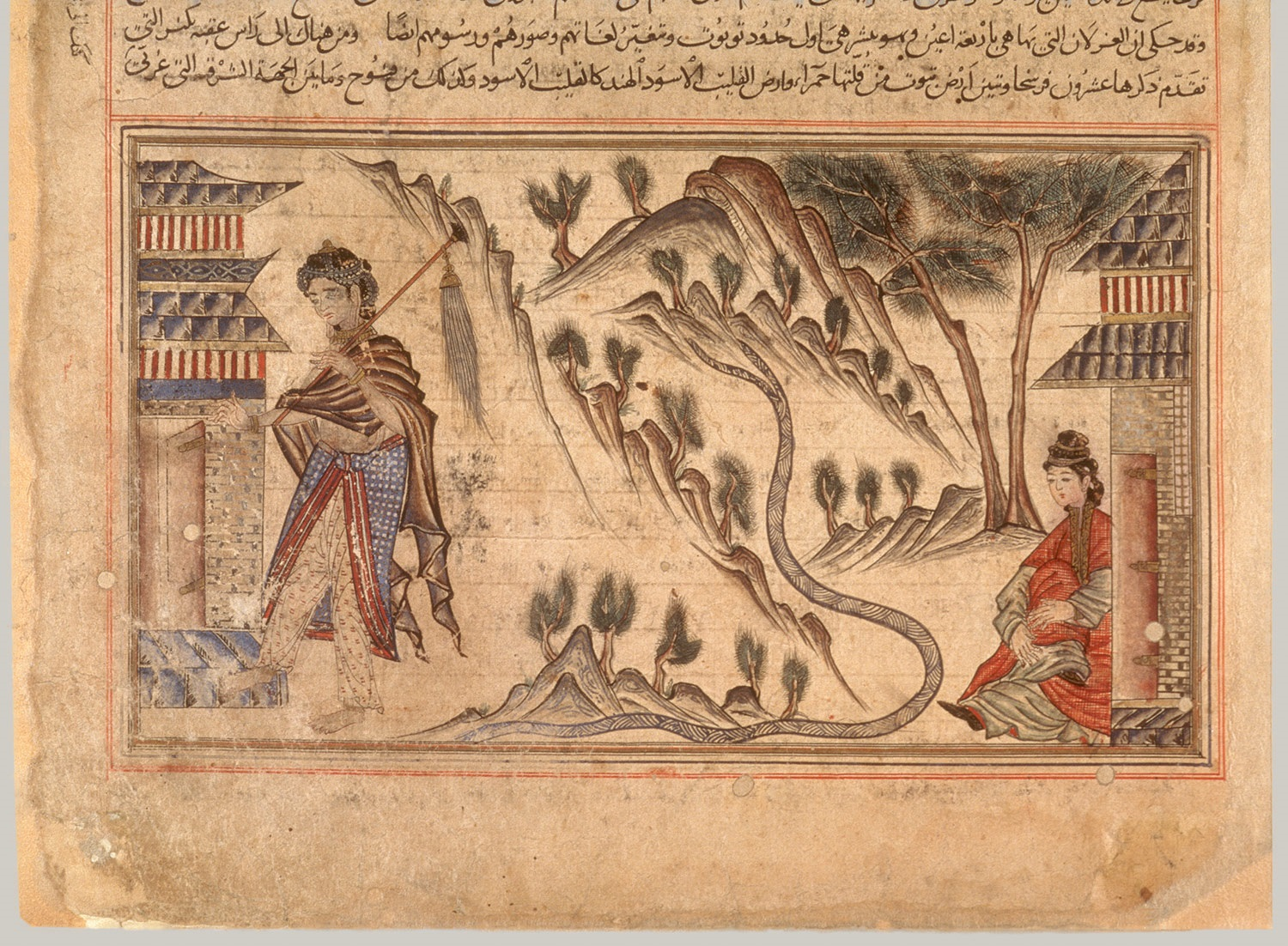
De Himalaya, betiteld als de bergen tussen India en Tibet. Uit de collectie Khalili.

Hedendaagse historici zijn van mening dat Rashid al-Din wel de verantwoordelijkheid gehad moet hebben voor eindredactie van het werk. Hij moet echter ondersteund zijn door tientallen klerken die onderzoek deden en een eerste concept schreven. Hetzelfde geldt voor de honderden kunstenaars die verantwoordelijk waren voor de kalligrafie en de zeer talrijke miniaturen. Rashid al–Din had voor het project dan ook de beschikking over een groot aantal gebouwen nabij de toenmalige universiteit in Tabriz, de hoofdstad van het Il-kanaat.
De eerste exemplaren waren klaar omstreeks 1309 en in het Arabisch en het Perzisch geschreven. Historici gaan ervan uit dat er zeker ook een vertaling in het Mongools geweest moet zijn. De ateliers bij de universiteit van Tabriz hadden de opdracht ieder jaar een volledig manuscript van het werk in het Perzisch en het Arabisch af te werken. Het is bekend dat er daar ongeveer twintig volledige manuscripten van het werk zijn geproduceerd. Latere versies zijn kopieën met ook nieuw toegevoegde teksten en illustraties voor het beschrijven van latere ontwikkelingen.

## Nog bestaande exemplaren

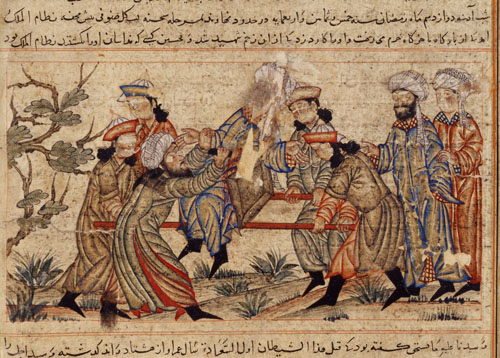
Uit de collectie van het Topkapıpaleis. Een van de Assassijnen vermoordt Nizam al-Moelk.

Van de serie van die eerste twintig manuscripten bestaan er nu nog maar enkele en geen enkel in een volledige versie. Delen van een Arabische versie uit die serie bevinden zich in de bibliotheek van de Universiteit van Edinburgh. Andere delen van hetzelfde manuscript maakten deel uit van de bibliotheek van de Royal Asiatic Society, maar zijn sinds 1990 in het bezit van de verzamelaar Nasser Khalili.
De bibliotheek van het Topkapıpaleis in Istanboel bezit twee delen van een Perzische versie. Het eerste deel dateert uit 1314. Het bevat ook latere aanvullingen uit de periode van de Timoeriden. Het tweede deel heeft onder meer portretten van 21 Chinese keizers.